# Тихи Дон
Тихи Дон (рус. Тихий Дон) је роман Михаила Шолохова, из четири тома, који је прво издат у листу Октябрь у раздобљу између 1928. и 1940. године.

## О роману
Тихи Дон је једно од најмонументалнијих дела светске литературе и не може се подвести под један жанр. То је пре свега историјски роман, који приказује руско друштво у једном од најважнијих тренутака у историји Русије — у време Револуције 1917., а и политички јер се бави политичким превирањима и сукобима између монархиста и комуниста. Највећи део књиге посвећен је описивању Источног фронта на крају Првог светског рата и грађанског рата 1917, као и мукотрпном животу донских козака те се може сматрати ратним и социјалним романом. Страсти и емоционална преживљавања главних јунака до танчина су описана, па је Тихи Дон добио и психолошку ноту. Као главни лајтмотив романа, истиче се неконвенционална веза између Григорија Мелехова и Аксиње, што роману даје љубавни карактер. На крају, сам назив дела наговештава да писац посебну пажњу посвећује описима природе – тихог Дона и мирне степе, равнодушних над тешком козачком судбином.

## Опис радње (први део)
Роман почиње причом о донском козаку Мелехову, који је у своје село, на Дон, из рата довео Туркињу. Њена појава узбуркала је и узнемирила учмале животе донских сељака. Сујеверни и ограничени, становници Татарског је ускоро оптужују за помор стоке који је настао у селу и убијају је од батина. На самрти, она на силу рађа дете, назива га Пантелеј и умире. Шолохов тако објашњава порекло оријенталних црта лица, тамног тена и вреле крви породице Мелехов, којој у роману посвећује највише пажње.
Пантелеј Прокофјевич живи са женом, синовима Петром и Григоријем (Гришком), кћерком Дуњашком и снахом Дарјом, Петровом женом. Њихов миран и скроман живот ремети Григоријева веза са сусетком Аксињом, и они одлучују да га жене Наталијом Коршуновом. Њени родитељи спадају међу најугледније у селу, а њен брат Митка Коршунов, најбољи је Гришкин друг. Ни венчање међутим не зауставља страст која постоји између Григорија и Аксиње, и он једног дана, након велике свађе са оцем, одлази од куће у службу на аристократско имање Јагодно, које се налази ван села. Аксиња оставља свог мужа Степана и бежи са љубавником. На имању живе срећно и у приличном луксузу у односу на становнике Татарског. Старом газди Листницком једног дана долази у посету син, млађи Листницки, који налази да је нова служавка прилично лепа жена. Када Григорије оде у рат, а његова и Аксињина девојчица умре, Листницки користи Аксињину слабост и спава са њом. Вративши се из рата и видећи да га је љубавница преварила, он се враћа својој законитој супрузи.

## Ликови
- Григорије Гришка Мелехов — млађи син Пантелеја Мелехова. Ожењен Наталијом, али у вези са Аксињом. Један од најпожељнијих момака у селу, како због свог турског изгледа, тако и због слободног и веселог карактера. Григорије одлази у рат где добија неколико ордена светог Ђорђа. Ипак, његова уверења дубоко су пољуљана и он почиње да се пита за чије се то интересе козаци и Руси боре...

- Аксиња — жена Степана Астахова, али љубавница Григорија Мелехова. Она и Гришка су почели да се виђају када је он био момак у двадесетим, а она већ зрела жена. Ипак, Ксјуша је дуго остала привлачна, а њена путеност донела јој је многе несреће у животу. Када са Григоријем побегне у Јагодно, од лакомислене сељанке постаје самопоуздана домаћица газдинства и љубавница газдиног сина.

- Петар Мелехов — Григоријев старији брат, плав козак на коме се уопште не види његово турско порекло. Нарочито се истиче у војсци, где добија неколико унапређења. Петар је добродушан, миран и одан породици, и чест посредник у напетим односима између оца и брата.

- Наталија Коршунова (Мелехова) — Григоријева жена, кћерка богатог Мирона Григоријевича. Њихов брак је од почетка био несрећан, а када Гришка оде Аксињи, Наталија постаје толико очајна да покушава самоубиство.

- Дарја Александровна — Петрова жена, похотна и лукава солдатуша. Солдатуше су биле жене које нису чекале да им се мужеви врате из рата како би имале односе. Када јој свекар припрети и избије је због њеног срамног понашања, она му одговара: Ако већ не можеш ти, има ко може.

- Јевгеније Листницки — син јединац старог генерала Листницког. Одан цару, он се тешко бори са неминовним падом монархије, и постаје хладна и незадовољна особа.

- Дуњашка — млађа сестра браће Мелехов, једна од највећих лепотица у селу.
- Степан Астахов — Аксињин муж.
- Митка Коршунов — Наталијин брат.
- Мохов — сеоски трговац и лихвар.
- Мишка Кошевој — млади комуниста и момак кога је волела Дуњашка.
- Лукинична, Илинична, Мирон Григоријевич и Пантелеј Мелехов — главе породица Мелехов и Григоријевич
- Лукерја, Тихон, Сашка — слуге старог Листницког
- Аникушка, Христоња, браћа Шамили, Иван Томилин, Иван Алексејевич, Федот Бодовсков — козаци
- Бунчук — комуниста који је био задужен да преобрати пукове
- Лавр Корнилов — главнокомандујући
- Каледин, Лукомски, Лагутин — генерали и официри

## Пријем
Тихи Дон је један од најчитанијих романа руске и светске књижевности. Шолохов је за њега добио награду Стаљин и Нобелову награду за књижевност. Године 2006. роман је екранизован је тв–серију, а у улози Григорија био је Руперт Еверет. Ипак, постојале се клевете да је Шолохов био премлад и незрео да напише такво дело. Најгласнији међу заговарачима те теорије био је знаменити руски књижевник Александар Солжењицин. Када му је млади писац послао оригинални рукопис да се сам увери, Солжењицин је рекао да нема времена и био једини који му се није извинио.